# Deterioro orbital

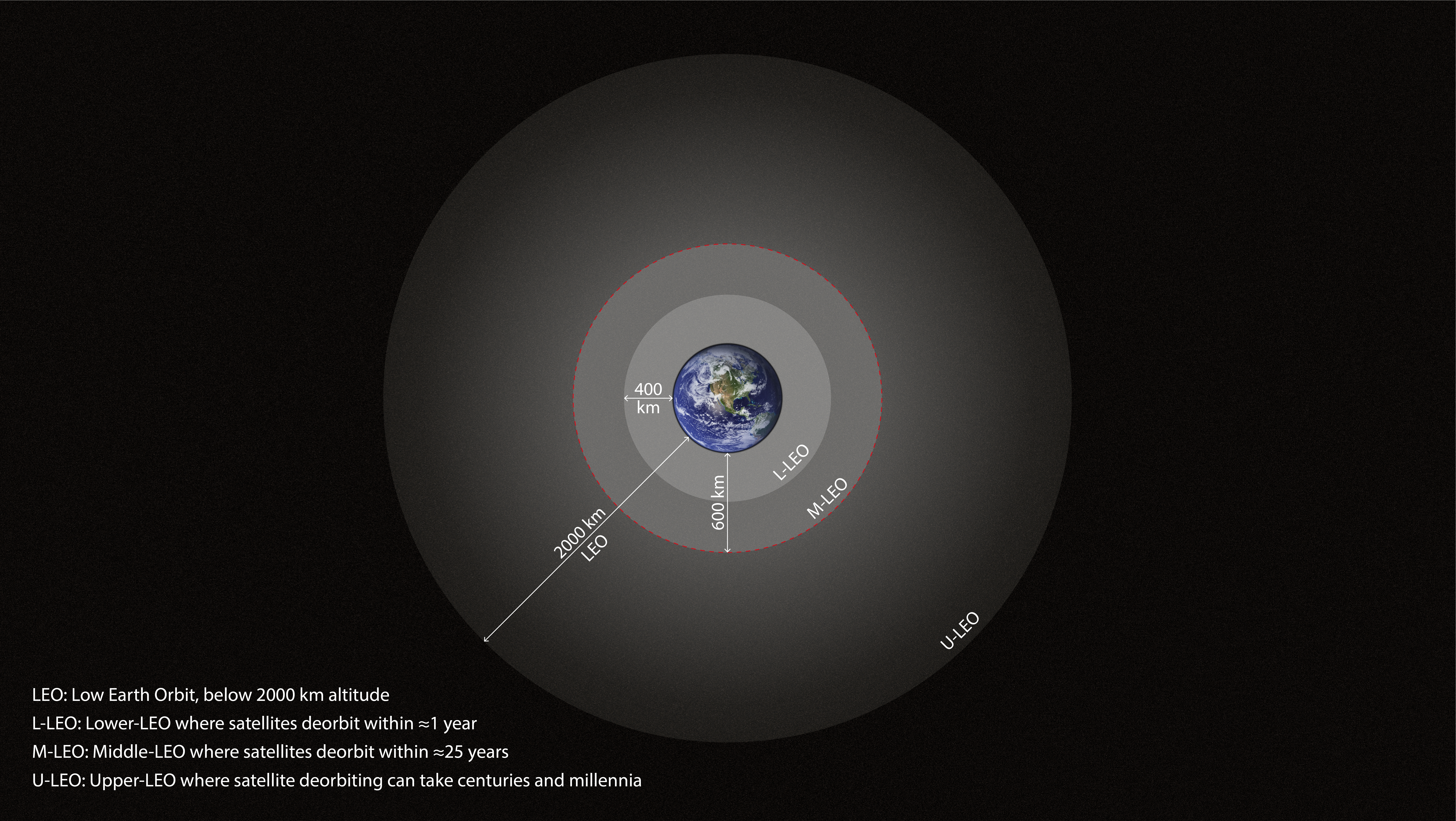
Las diferentes zonas de órbitas de satélites artificiales alrededor de la Tierra en función de los tiempos de deterioro orbital. Las más bajas implican un deterioro orbital más rápido.

El deterioro o decaimiento orbital es el proceso, usualmente prolongado, de la reducción de la altura de la órbita de un objeto espacial respecto a otro, como satélites, planetas o estrellas binarias.
Este fenómeno puede deberse a la fricción producida con la atmósfera, debido a las frecuentes colisiones entre el satélite y las moléculas de aire del entorno. Cuando la actividad solar aumenta, esta fricción aumenta también, debido a que calienta y, en consecuencia, expande la atmósfera superior. Para cuerpos grandes los efectos de marea pueden provocar deterioro orbital, y para objetos aún más grandes la radiación gravitacional también puede ser un factor relevante.

## Por efectos de marea
Una órbita puede también decaer por efectos de la marea cuando el cuerpo en órbita es lo suficientemente grande como para levantar de manera significativa un bulto de marea en el cuerpo que está en órbita y dependiendo de que esté en una órbita retrógrada o por debajo de la órbita sincrónica. El resultado de la interacción de mareas le saca impulso del cuerpo en órbita y lo transfiere a la rotación de la primaria, reduciendo la altitud de la órbita hasta que los efectos de fricción entran en juego.
Ejemplos de satélites sometidos a la degradación orbital por marea son la luna de Marte Fobos, la luna de Neptuno Tritón, y el planeta extrasolar TrES-3b.

## Por la radiación gravitatoria
Siempre que dos masas orbitan una alrededor de la otra, el efecto combinado de la curvatura del espacio-tiempo de los objetos en movimiento produce ondas gravitatorias que llevan energía orbital. [cita requerida] Para pequeñas masas este efecto es insignificante pero para objetos muy masivos como agujeros negros y estrellas de neutrones, la energía transportada puede ser lo suficientemente rápida como para hacer que sus órbitas caigan en un espiral el uno con el otro, y con el tiempo fusionando las dos masas.